# Olenegorski Gorniak (012)
L'Olenegorski Gorniak (en russe : Оленегорский горняк), anciennement connu sous le nom de BDK-91, est un navire de débarquement de classe Ropucha de la marine russe.

## Historique
Le 4 août 2023, lors de l'invasion russe de l'Ukraine, le navire est endommagé par un effort conjoint du Service de sécurité d'Ukraine et de la marine ukrainienne à l'aide d'un drone naval à la base navale de Novorossiïsk. Il est remorqué au port par la marine russe,,. 
Le ministère britannique de la Défense a déclaré, le 5 août 2023, que l'Olenegorski Gorniak « avait certainement subi de graves dommages » et que l'attaque était « un coup dur » pour la flotte russe de la mer Noire, qui avait déplacé la plupart de ses unités à Novorossiïsk en réponse à la menace ukrainienne contre sa base de Sébastopol en Crimée occupée par la Russie. Le navire de 3 600 tonnes est le plus grand navire de la marine russe gravement endommagé ou coulé en août 2023 dans le conflit depuis le naufrage du croiseur Moskva le 13 avril 2022.
Son équivalent de même classe, le Minsk, est détruit par une frappe de missile Storm Shadow en cale sèche lors de l'attaque sur base russe de Sébastopol au cours de l'attaque ukrainienne du 12 au 13 septembre 2023, entrainant l'effondrement des superstructures des ponts supérieurs.